# Édouard Rolland
Édouard Rolland (Perpinyà, 7 de maig de 1833 - Bulaternera, 7 de setembre de 1919) va ser un diputat dels Pirineus Orientals a l'Assemblea Nacional francesa. Treballà com a comptable a Perpinyà i també fou conseller de l'ajuntament de Perpinyà.

## Mandats
Diputat
- 1889-1893
- 1893-1898
- 1898-1902